# Xã Velva, Quận McHenry, Bắc Dakota
Xã Velva (tiếng Anh: Velva Township) là một xã thuộc quận McHenry, tiểu bang Bắc Dakota, Hoa Kỳ. Năm 2010, dân số của xã này là 182 người.